# A halhatatlan gárda 2.
A halhatatlan gárda 2. (eredeti cím: The Old Guard 2) 2025-ben bemutatott amerikai szuperhősfilm, amelyet Greg Rucka és Sarah L. Walker forgatókönyvéből Victoria Mahoney rendezett, a The Old Guard című képregény alapján. A 2020-as A halhatatlan gárda című film folytatása. A főbb szerepekben Charlize Theron, KiKi Layne, Marwan Kenzari, Luca Marinelli, Matthias Schoenaerts, Vân Veronica Ngô, Chiwetel Ejiofor, Uma Thurman és Henry Golding látható.
Az Amerikai Egyesült Államokban és Magyarországon 2025. július 2-án mutatta be a Netflix.

## Cselekmény
Andy a halhatatlanság elvesztése után küzd az életével, mígnem ő és csapata (Nile, Joe, Nicky és Copley) előbújik rejtekhelyéről, amikor két erős új ellenfél bukkan fel, akik a világot fenyegetik.
Quỳnh, egykor megbízható bajtárs volt. Miután évszázadokon át a víz alatt rekedt, vízbe fulladt, majd elszigeteltségben újjáéledt; újra felbukkan, és bosszút forral Andy ellen, mert úgy érzi, elhagyta őt.
Viszályról kiderül, hogy ő a világ első halhatatlanja. Viszály támogatásával Quỳnh a dühét a bosszúvágyára fordítja. Eközben a csoport Tuah-t, egy bölcsnek tűnő halhatatlant hívja segítségül, aki mélyen ismeri az eredetüket, ezért úgy dönt, segít nekik szembeszállni a fenyegető veszélyekkel.
Az elmérgesedő konfliktus során jelentős fordulat következik be, amikor Booker feláldozza magát, és átadja halhatatlanságát Andynek – visszanyeri a lány regenerációs képességét a saját erejének árán.
A film végén Viszálynak sikerül elfognia Nilt és a többieket, ezzel megteremtve a lehetőséget egy szélesebb körű összecsapáshoz. Andy, aki immár újra halhatatlan, összefog a megbékélt Quỳnh-rel, felkészül a mentőakcióra és a Viszállyal való harcra.

## Szereplők
| Szereplő                    | Színész              | Magyar hang        |
| --------------------------- | -------------------- | ------------------ |
| Andy / Andromakhé           | Charlize Theron      | Solecki Janka      |
| Nile Freeman                | KiKi Layne           | Bogdányi Titanilla |
| Joe / Yusuf Al-Kaysani      | Marwan Kenzari       | Szabó Máté         |
| Nicky / Nicolò di Genova    | Luca Marinelli       | Varga Gábor        |
| Booker / Sebastian Le Livre | Matthias Schoenaerts | Makranczi Zalán    |
| Quỳnh                       | Vân Veronica Ngô     | Varga Klári        |
| James Copley                | Chiwetel Ejiofor     | Crespo Rodrigo     |
| Viszály                     | Uma Thurman          | Für Anikó          |
| Tuah / Hang Tuah            | Henry Golding        | Horváth Illés      |

### Magyar változat
- Magyar szöveg: Petőcz István
- Hangmérnök: Bederna László
- Vágó: Pilipár Éva
- Gyártásvezető: Vigvári Ágnes
- Szinkronrendező: Orosz Ildikó
- Produkciós vezető: Fekete Márk

A szinkront a Direct Dub Studios készítette el.

## A film készítése
2020 júliusában Greg Rucka azt mondta: „Folytatás esetén törj üveget. Ez nagyon egyszerű. Akarsz még egyet? Itt a módja, hogy belekerülj.” Ugyanebben a hónapban Charlize Theron kifejezte érdeklődését egy második film iránt, mondván: „Tartsunk egy kis pihenőidőt, de tekintettel a helyzetre, mindannyian nagyon akarjuk ezt csinálni, biztos vagyok benne, hogy amikor eljön a megfelelő idő, elkezdjük a tárgyalást.”
2021. január 27-én bejelentették, hogy a Netflix zöld utat adott a folytatásnak. Augusztus 26-án kiderült, Victoria Mahoney váltja Gina Prince-Bythewoodot a rendezői székben. Theron, KiKi Layne, Marwan Kenzari, Luca Marinelli, Matthias Schoenaerts, Vân Veronica Ngô és Chiwetel Ejiofor az első filmből ismert szerepeiket játsszák újra. 2022 júniusában Uma Thurman és Henry Golding nem közölt szerepekben kapott szerepet, míg Greg Rucka megerősítette, a forgatókönyvet David Ellison, Dana Goldberg, Don Granger, Theron, Beth Kono, AJ Dix, Marc Evans és Prince-Bythewood producerekkel közösen írta.

### Forgatás
A forgatás 2022 júniusában kezdődött Olaszországban. A film készítés egy része az olasz Cinecittà stúdióban zajlott. 2022 augusztusában a film díszletei a szétszerelés közben kigyulladtak, ami a forgatás elhalasztását eredményezte. További forgatásokra az Egyesült Királyságban került sor. A forgatás 2022 szeptemberében fejeződött be.

### Utómunka
2024 júliusában Theron elmondta, hogy a Netflixnél történt rendszerváltás miatt a film utómunkálatait öt hétig leállították. 2024 augusztusában a  Union of British Columbia Performers a filmet további két hétre, 2024. október 7. és október 18. közötti kiegészítő forgatásra tűzte ki. Matthew Schmidt volt a szerkesztő.